# Beckeropsis
Beckeropsis là một chi thực vật có hoa trong họ Hòa thảo (Poaceae).

## Loài
Chi Beckeropsis gồm các loài: